# Filip Vecheta
Filip Vecheta, né le 15 février 2003 en Tchéquie, est un footballeur tchèque qui évolue au poste d'avant-centre au FC Slovácko.

## Biographie

### Carrière en club
Filip Vecheta est formé au 1. SC Znojmo, puis au FC Slovácko. Il joue son premier match le 25 mai 2019, lors d'une rencontre de première division tchèque contre le MFK Karviná. Il entre en jeu à la place de Patrik Šimko (en) et son équipe s'impose par deux buts à zéro.
Vecheta inscrit son premier but en professionnel le 12 septembre 2021, lors d'une rencontre de championnat face au SK Slavia Prague. Il marque dans les dernières minutes du match après être entré en jeu mais ne peut éviter la défaite de son équipe (2-1).
Le 18 mai 2022, il remporte la Coupe de Tchéquie en battant le Sparta Prague. Il entre en jeu à la place de Václav Jurečka et son équipe s'impose par trois buts à un,.

### En sélection
Filip Vecheta représente l'équipe de Tchéquie des moins de 17 ans en 2019, pour un total de cinq matchs et un but.
Avec les moins de 19 ans, il se met en évidence en étant l'auteur d'un doublé contre le Kazakhstan, lors des éliminatoires du championnat d'Europe des moins de 19 ans 2022.
Le 13 juin 2022, il figure pour la première fois sur le banc des remplaçants des espoirs, mais sans entrer en jeu, lors d'une rencontre face à Andorre. Ce match gagné sur le large score de 7-0 rentre dans le cadre des éliminatoires de l'Euro espoirs 2023.

## Palmarès

### En club
FC Slovácko
- Coupe de Tchéquie (1) :
  - Vainqueur : 2021-22